# Heiner Dikreiter
Heinrich „Heiner“ Carl Dikreiter (* 28. Mai 1893 in Ludwigshafen am Rhein; † 13. Mai 1966 in Würzburg) war ein deutscher Landschafts- und Porträtmaler sowie Grafiker, Kunstpädagoge und Galeriedirektor.

## Leben
Heiner Dikreiter war das älteste Kind des Journalisten und Redakteurs Heinrich Georg Dikreiter (1865–1947) und einer Mutter „aus altem pfälzischem Geschlecht“. Im Jahr 1895 wurde seine Schwester Grete, 1899 Bruder Otto Dikreiter geboren. Er begann, nachdem seine Eltern mit ihm ins thüringische Altenburg gezogen waren, dort 1908 eine kaufmännische Lehre. Seine Zeichenausbildung eignete er sich weitgehend autodidaktisch an. Im Jahr 1910 hielt er sich zu Studien in Berlin auf. Im Jahr 1913 zog die Familie weiter nach Würzburg.
Bei seinem Fronteinsatz im Ersten Weltkrieg wurde Dikreiter im Dezember 1914 in Flandern schwer verwundet und dienstuntauglich. Nach einem eineinhalbjährigen Lazarettaufenthalt bezog er eine kleine Rente. Vom 25. Oktober 1916 bis zum Jahr 1918 studierte er an der Akademie der Bildenden Künste München bei Peter von Halm und arbeitet als Redakteur der Wochenzeitschrift Die Frankenwarte. 1919 wurde er Gründungsmitglied der Vereinigung unterfränkischer Künstler und Kunsthandwerker (VuKuK) in Würzburg, deren Vorsitzender er auch von 1928 bis 1932 war. Im Jahr 1921 hielt er sich erneut zu Studien in Berlin auf.
Noch im selben Jahr 1921 wurde er Lehrer für Freihandzeichnen in der „Freihand-, Kopf- und Aktzeichenklasse“ am Würzburger Polytechnischen Zentralverein (Kunst- und Handwerkerschule Würzburg), was er bis 1957 blieb. Im Jahr 1941 wurde er zum Beauftragten zur Gründung der Städtischen Galerie Würzburg (in der Hofstraße) zur Sammlung Würzburger und mainfränkischer Kunst des 19. und 20. Jahrhunderts ernannt, deren Direktor er noch vor seiner Entnazifizierung bereits ab Januar 1946 und dann – offiziell bestätigt – im Jahr 1952 wurde und bis zu seinem Tod 1966 blieb. Er wurde zum Professor ernannt.
In den Jahren 1910 bis 1933 war Dikreiter Mitglied der SPD, zum 1. Mai 1933 trat er in die NSDAP ein (Mitgliedsnummer 3.559.988). Er war außerdem Mitglied der Nationalsozialistischen Volkswohlfahrt sowie der Reichskammer der bildenden Künste. Für das vom Informationsdienst der Stadt Würzburg für die an der Front eingesetzten Mitarbeiter ab November herausgegebene Blatt Unsere Feldpost fertigte er die Illustrationen an.
Dikreiter passte sich nicht nur während der Zeit des Nationalsozialismus in hohem Maße an die nationalsozialistische Ideologie an, sondern schätzte auch noch lange nach dem Zweiten Weltkrieg genau diejenigen Künstler, die bei den Nationalsozialisten hoch im Kurs gestanden hatten, während er der Abstraktion und jeglicher zeitgenössischer Moderne ablehnend gegenüberstand. Er kaufte bis zu seinem Tod als Direktor der Städtischen Galerie noch Kunst aus der NS-Zeit an – Werke von 30 bis 40 Künstlern, etwa 100 Gemälde, 2000 Grafiken und 60 bis 70 Plastiken.
Er war Mitglied und Beirat im Mainfränkischen Kunstverein von 1841. Dikreiter verwahrte einen großen Teil des Nachlasses des Violinisten und Juristen Jules Siber, mit dem er zeitlebens Kontakt gehalten hatte. Sein Nachruf für Siber erschien am 4. Juni 1943 in der Mainfränkischen Zeitung.
Dikreiter war seit dem Jahr 1927 mit Fridl Landgraf verheiratet.

## Würdigungen
- Der im Würzburger Stadtteil Sanderau gelegene Heiner-Dikreiter-Weg wird nach einem Beschluss des Würzburger Stadtrats vom 11. März 2022 wegen Dikreiters NS-Vergangenheit umbenannt.[15]

## Veröffentlichungen (Auswahl)
- Kunst und Künstler in Mainfranken. Ein Beitrag zum mainfrankischen Kunstschaffen im 19. und 20. Jahrhundert (= Mainfränkische Hefte, Band 18). Freunde Mainfränkischer Kunst und Geschichte, Würzburg 1954.
- Freiherr von Gleichen-Rußwurm. Katalog der Gedächtnisausstellung, Würzburg 1957